# トレヴァー・ニャカネ
トレヴァー・ニャカネ（Trevor Nyakane、1989年5月4日 - ）は、ユナイテッド・ラグビー・チャンピオンシップシャークスに所属するラグビーユニオン選手。

## プロフィール
- 南アフリカ・ブッシュバックリッジ出身。
- ポジションはプロップ(PR)。
- 身長 178cm、体重 118kg[1]
- 南アフリカ代表キャップは64（2024年10月現在）でラグビーワールドカップ2015・ラグビーワールドカップ2019・ラグビーワールドカップ2023の南アフリカ代表に選ばれた[2]。
- バーバリアンズに選ばれたことがある[3]。

## 略歴
フリーステイト・チーターズ、エマージング・チーターズ、グリフォンズ、チーターズを経て、2015年、ブルズに加入。
2021年、ラシン92に加入。
2024年、シャークスに加入。